# Kyrkor och konvent i Goa
Kyrkor och konvent i Goa är ett världsarv i delstaten Goa, Indien, som omfattar kyrkobyggnader och konvent i den forna huvudstaden, idag kallad Goa Velha ("Gamla Goa"), cirka 10 km öster om den nutida delstatshuvudstaden Panaji.

## Historia
Goa Velha (konkani:पोरणें गोंय – Pornnem Goem; hindi ओल्ड गोवा – Old Gova, पुराणा गोवा – Purana Gova) är en historisk stad i Norra Goa i den indiska delstaten Goa. Staden grundades på 1400-talet som en hamnstad vid floden Mandovi under sultanatet Bijapur.
Staden intogs av portugiserna under Portugisiska erövringen av Goa 1510 och var därefter huvudstad i Portugisiska Indien. I mitten av 1500-talet, var den portugisiska kolonin Goa, speciellt  Goa Velha, centrum för Kristnandet i Öster. Staden evangeliserades av alla religiösa ordnar och alla hade ett eget högkvarter där.
Staden, som sägs ha haft nära 200 000 invånare, förblev huvudstad till dess att den i stort sett övergavs på 1700-talet efter ett Malaria- och koleraepidemier härjat i staden. 1775 bodde endast 1 500 invånare kvar i staden, varefter vicekungen, 1759, flyttade till Panaji (då Pangim), då en by belägen cirka 9 km västerut.
1961 inkorporerades Goa Velha med Indien, tillsammans med resten av Goa.
I Goa Velha fanns ett 60-tal kyrkor på 1700-talet. Några av dessa finns ännu kvar och ingår nu i världsarvet:
- Igreja de Nossa Senhora do Rosário
- Sé Catedral de Santa Catarina
- Basílica do Bom Jesus
- Igreja de São Francisco de Assis
- Ruínas da Igreja de Santo Agostinho
- Igreja da Divina Providência